# Gymnocalycium obductum
Gymnocalycium obductum ist eine Pflanzenart in der Gattung Gymnocalycium aus der Familie der Kakteengewächse (Cactaceae).

## Beschreibung
Gymnocalycium obductum wächst einzeln mit trüb rötlich braunen bis gräulich braunen, abgeflacht kugelförmigen Trieben, die bei Durchmessern von 7 Zentimetern Wuchshöhen von bis zu 6 Zentimeter erreichen. Die 13 bis 15 Rippen sind flach, die darauf befindlichen Areolen eingesenkt. Die drei bis fünf dünnen, biegsamen Dornen sind braun mit einer dunkleren Basis und liegen an der Trieboberfläche an. Sie sind bis zu 5 Millimeter lang.
Die etwas rosaweißen Blüten sind bis zu 1 Zentimeter oder mehr lang. Die kugelförmigen Früchte sind blaugrau und erreichen eine Länge von bis zu 1,8 Zentimeter.

## Verbreitung und Systematik
Gymnocalycium obductum ist in der argentinischen Provinz Córdoba verbreitet. 
Die Erstbeschreibung erfolgte 1990 durch Jörg Piltz. Ein nomenklatorisches Synonym ist Gymnocalycium stellatum var. obductum  (Piltz) H.Till & W.Till (1996).

## Nachweise